# Annona dioica
Annona dioica är en kirimojaväxtart som beskrevs av Augustin François César Prouvençal de Saint-Hilaire.
Annona dioica ingår i släktet annonor och familjen kirimojaväxter. Inga underarter finns listade i Catalogue of Life.